# Emma González
Emma González (pronúncia espanhola: [ɣonˈsales], também escrito Gonzalez; 11 de novembro de 1999) é uma ativista estadunidense e defensora do controle de armas e do desarmamento nos Estados Unidos. Ela é uma sobrevivente do Massacre na Stoneman Douglas High School, escola na qual era estudante.
 Após isso, ela co-fundou o grupo pela defesa do controle de armas Never Again MSD. Teve repercussão nacional ao proferir uma palestra contra a violência armada, que se tornou viral.

## Início da vida e educação
González foi criada em um Parkland, na Flórida. Sua mãe é uma tutora de matemática e seu pai, um advogado de cibersegurança, que imigraram aos EUA vindos de Cuba. Ela tem dois irmãos mais velhos.
No dia do massacre na Flórida, ela estava no auditório da escola com dezenas de outros estudantes quando o alarme de incêndio disparou. Ela tentou sair pelo corredor, mas foi-lhe dito para se refugiar no auditório, onde ela foi mantida por duas horas até que a polícia deixou os alunos saírem.

## Campanha pelo controle de armas

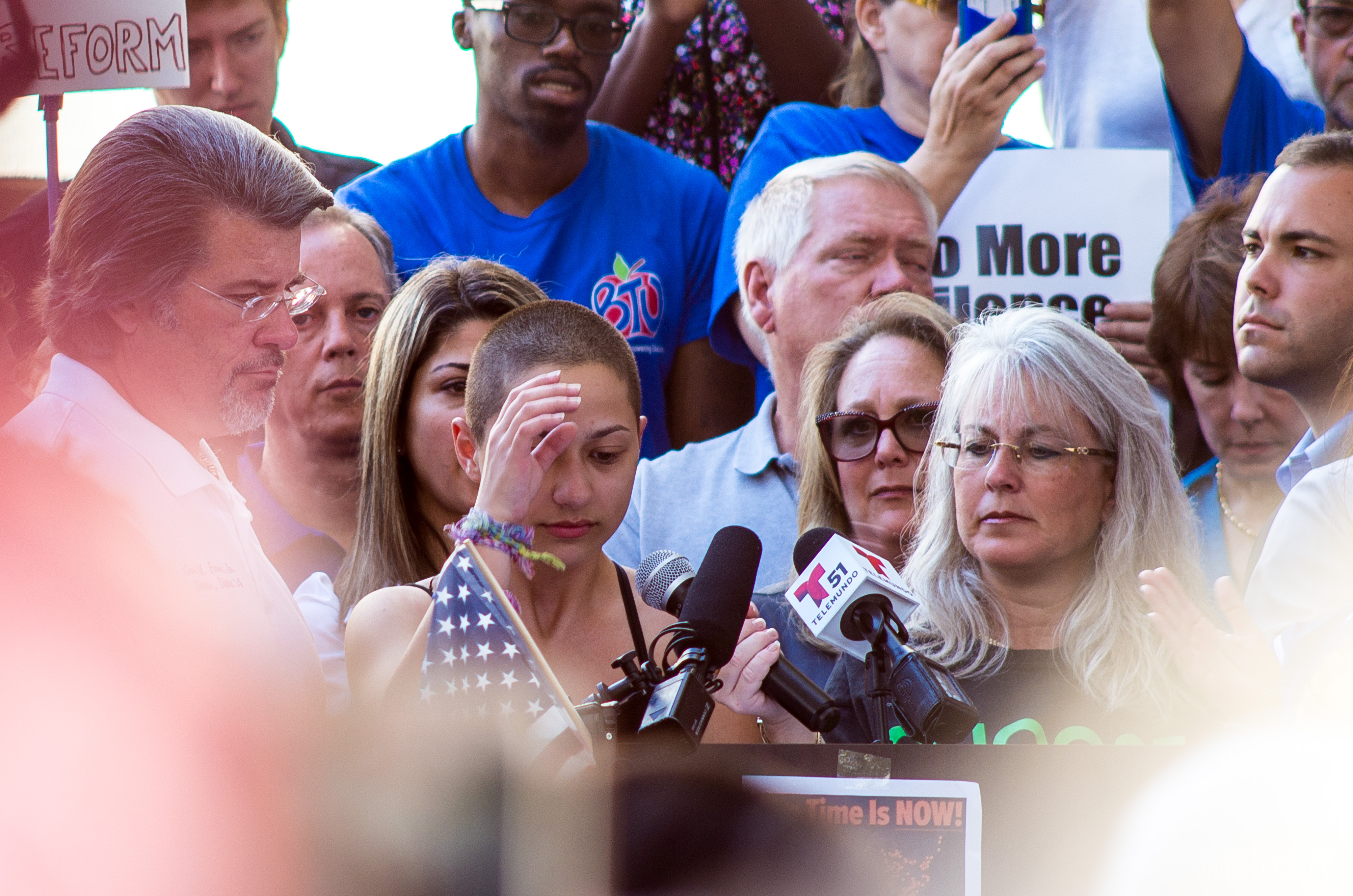
González fala em Comício de Apoio à Legislação para Regular o Porte de Armas, em Fort Lauderdale, 17 de fevereiro de 2018.

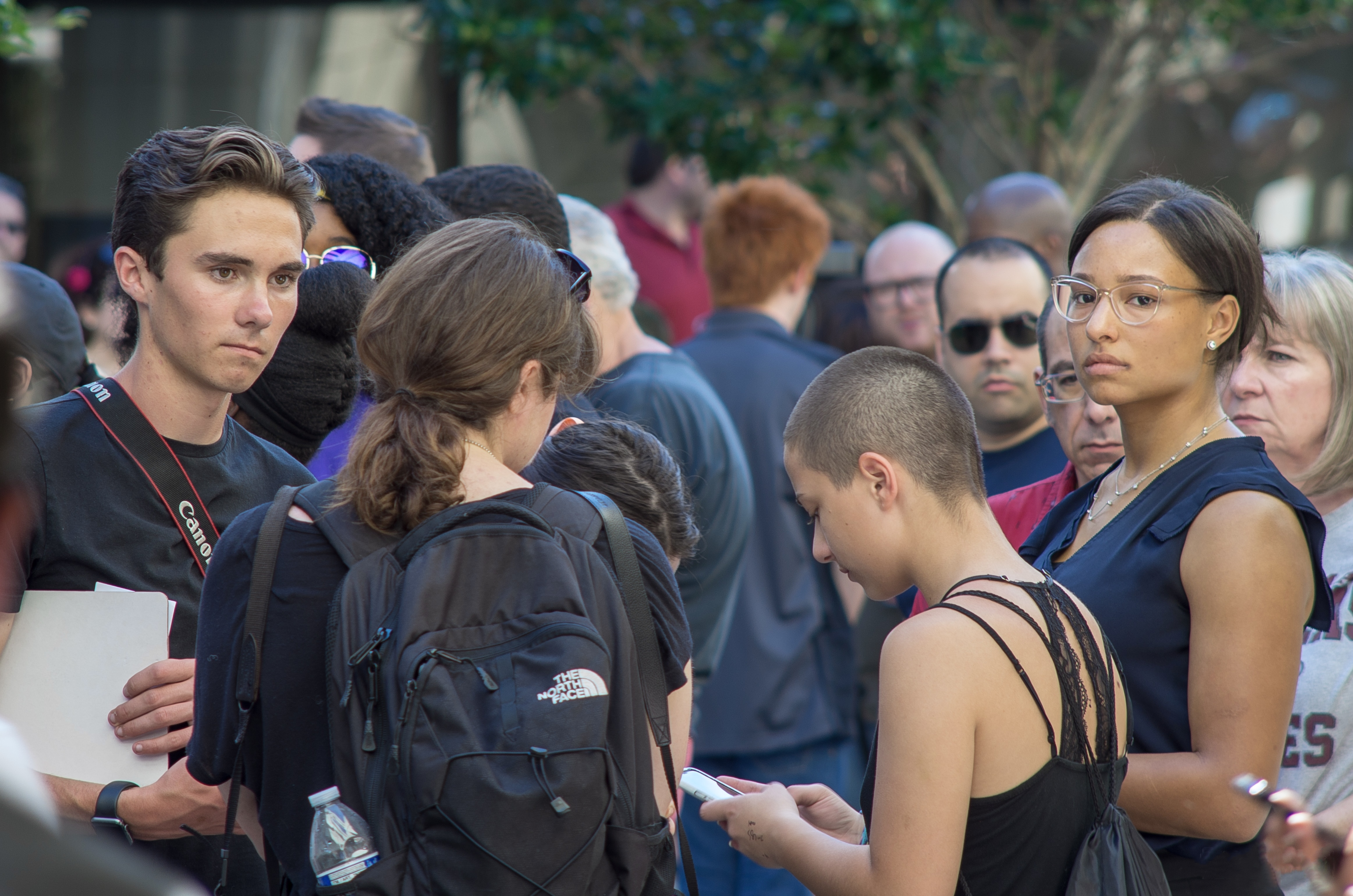
Gonzalez e David Hogg em Comício de Apoio à Legislação para Regular o Porte de Armas, em Fort Lauderdale, 17 de fevereiro de 2018.

Em 17 de fevereiro de 2018, González falou durante 11 minutos na frente do Broward County Courthouse em um comício pelo controle das armas de fogo, em Fort Lauderdale, Flórida. O discurso foi em reação ao massacre em sua escola, três dias antes, durante o qual um atirador matou dezessete pessoas e feriu gravemente muitas outras.
No discurso, ela comprometeu-se a trabalhar com seus colegas para fazer pressão sobre parlamentares para mudar a lei de controle de armas nos EUA. O discurso, então, tornou-se viral. De acordo com The Washington Post, a fala de González se tornou emblemática da "nova leva de defesa vigorosa" do controle de armas, que surgiu imediatamente após o massacre.
A Revista Glamour chamou González de "a face do  movimento Never Again" e "seu ícone reconhecível" enquanto The Washington Post chamou-a de "La nueva cara de Latinx da Flórida" e fez comparações com o revolucionário José Marti. A NBC News chamou-a de "uma das mais visíveis ativistas estudantis a surgir a partir de um massacre..."

## Trabalhos
- «Parkland Student Emma González Opens Up About Her Fight for Gun Control»